# Eosentomon nayari
Eosentomon nayari är en urinsektsart som beskrevs av N. Ramachandra Prabhoo 1977. Eosentomon nayari ingår i släktet Eosentomon och familjen trakétrevfotingar. Inga underarter finns listade i Catalogue of Life.